# Municipio de Springhill (Arkansas)
El municipio de Springhill (en inglés: Springhill Township) es un municipio ubicado en el condado de Hempstead en el estado estadounidense de Arkansas. En el año 2010 tenía una población de 1520 habitantes y una densidad poblacional de 8,95 personas por km².

## Geografía
El municipio de Springhill se encuentra ubicado en las coordenadas 33°33′4″N 93°39′42″O / 33.55111, -93.66167. Según la Oficina del Censo de los Estados Unidos, el municipio tiene una superficie total de 169.8 km², de la cual 165,77 km² corresponden a tierra firme y (2,37 %) 4,02 km² es agua.

## Demografía
Según el censo de 2010, había 1520 personas residiendo en el municipio de Springhill. La densidad de población era de 8,95 hab./km². De los 1520 habitantes, el municipio de Springhill estaba compuesto por el 96,64 % blancos, el 1,32 % eran afroamericanos, el 0,53 % eran amerindios, el 0,66 % eran de otras razas y el 0,86 % eran de una mezcla de razas. Del total de la población el 1,45 % eran hispanos o latinos de cualquier raza.